# Clásica del Oeste-Doble Bragado
De Clásica del Oeste-Doble Bragado is een wielerwedstrijd in Argentinië. De wedstrijd bestaat uit zeven etappes en wordt al sinds 1922, onder verschillende namen, georganiseerd.

## Winnaars

### Meervoudige winnaars
| Overwinningen | Renner                  | Land       | Jaren                              |
| ------------- | ----------------------- | ---------- | ---------------------------------- |
| 6             | Cosme Saavedra          | Argentinië | 1924, 1925, 1927, 1928, 1929, 1930 |
| 5             | Mario Mathieu           | Argentinië | 1935, 1936, 1938, 1940             |
| 4             | Juan Curuchet           | Argentinië | 1989, 1991, 1992                   |
| 3             | Laureano Rosas          | Argentinië | 2014, 2015, 2016                   |
| 2             | Eugenio Gret            | Argentinië | 1922, 1923                         |
| 2             | Remigio Ssavedra        | Argentinië | 1932, 1934                         |
| 2             | Mario Stefani           | Argentinië | 1933, 1939                         |
| 2             | Carlos Vásquez          | Argentinië | 1957, 1960                         |
| 2             | Carlos Alvarez Seidanes | Argentinië | 1964, 1965                         |
| 2             | Raul Gomez              | Argentinië | 1969, 1971                         |
| 2             | Marcello Alexandre      | Argentinië | 1988, 1991                         |

### Overwinningen per land
| Overwinningen | Land       |
| ------------- | ---------- |
| 87            | Argentinië |
| 1             | Uruguay    |